# Moldavia en los Juegos Olímpicos de Atlanta 1996
Moldavia estuvo representada en los Juegos Olímpicos de Atlanta 1996 por un total de 40 deportistas que compitieron en 10 deportes.  
El portador de la bandera en la ceremonia de apertura fue el halterófilo Vadim Vacarciuc.

## Medallistas
El equipo olímpico moldavo obtuvo las siguientes medallas:
| Nombre                             | Deporte            | Competición |
| ---------------------------------- | ------------------ | ----------- |
| Oro                                |                    |             |
| —                                  |                    |             |
| Plata                              |                    |             |
| Victor Reneischi Nicolae Juravschi | Piragüismo         | C2 500 m M  |
| Bronce                             |                    |             |
| Serghei Mureico                    | Lucha grecorromana | +100 kg M   |